# Ласьва
Ласьва — река в Пермском крае, правый приток Камы. Река впадает в Воткинское водохранилище, устье реки находится в 638 км по правому берегу Камы. Длина реки составляет 16 км. Длина реки — 78 км. Площадь водосбора — 481 км².
Исток реки на Верхнекамской возвышенности в урочище Митрошата в 23 км южнее посёлка Ильинский. Исток лежит на водоразделе с бассейном Гаревой.
Протекает в центральной части края по холмистой местности. Верховья находятся в Ильинском районе, затем на небольшом участке река образует границу Нытвенского и Краснокамского районов, прочее течение проходит по Краснокамскому району. Скорость течения летом около 2 км/ч, весной — значительно больше. В половодье уровень воды поднимается на 2—3 м. Генеральное направление течения — юго-восток, в низовьях поворачивает на юго-запад. Русло сильно извилистое.
Крупнейшие населённые пункты на реке — посёлок Ласьва и село Стряпунята; кроме них река протекает через деревни Новосёлы, Калининцы, Бусырята, Батуры, Жаково, Катыши, Абросы, Ананичи.
Один-два раза в год проводятся соревнования по водным видам спорта (спас. работы на катамаранах, слалом катамараны и каяки).
Река впадает в Каму между городами Пермь и Краснокамск. Ширина реки у устья около 35 метров.

## Притоки
(км от устья)
- Заборная (лв)
- Услонная (пр)
- Анашиха (лв)
- Хмелевка (пр)
- Силиваниха (лв)
- 43 км: Чёрная (пр)
- 45 км: Перемка (лв)
- Долгая (лв)[3].
- Быстрая
- Омутная
- Долгая
- Малая Останина
- Долгуша
- Каменка

## Данные водного реестра
По данным государственного водного реестра России относится к Камскому бассейновому округу, водохозяйственный участок реки — Кама от Камского гидроузла до Воткинского гидроузла, речной подбассейн реки — бассейны притоков Камы до впадения Белой. Речной бассейн реки — Кама.